# 国民体育大会馬術競技
国民体育大会馬術競技（こくみんたいいくたいかいばじゅつきょうぎ）は、国民体育大会で行われる馬術競技大会である。

## 種目
国体の馬術競技は「馬場馬術」「障害飛越」「総合馬術」からなる。
成年は男女別となるが、少年は男女混合で争われる。
実施種目以下の通り
- 成年男子
  - 馬場馬術競技
  - 自由演技馬場馬術競技
  - 標準障害飛越競技
  - 六段障害飛越競技
  - トップスコア競技
  - スピードアンドハンディネス競技
  - ダービー競技
  - 国体総合馬術競技
- 成年女子
  - 馬場馬術競技
  - 自由演技馬場馬術競技
  - 標準障害飛越競技
  - 二段階障害飛越競技
  - ダービー競技
  - トップスコア競技
- 少年
  - 馬場馬術競技
  - 自由演技馬場馬術競技
  - 標準障害飛越競技
  - 団体障害飛越競技
  - 二段階障害飛越競技
  - ダービー競技
  - スピードアンドハンディネス競技
  - リレー競技
  - トップスコア競技

## 歴史
第1回大会より開催されている。

## 歴代優勝
| 回 | 年度 | 開催地 | 優勝 |
| -- | ---- | ------ | ---- |
| 61 | 2006 | 兵庫   |      |
| 62 | 2007 | 秋田   |      |
| 63 | 2008 | 大分   |      |
| 64 | 2009 | 新潟   |      |